# Aechmea altocaririensis
Espèce
Classification phylogénétique
Aechmea altocaririensis est une espèce de plantes de la famille des Bromeliaceae, endémique du Brésil. L'espèce a été décrite en 2011.

## Description
L'espèce est épiphyte.